# Mala Strmica
Mala Strmica je naselje v Občini Šmarješke Toplice.